# USS Pennsylvania (BB-38)
Az USS Pennsylvania (BB-38) a szuper-dreadnought csatahajók Pennsylvania osztályának névadó hajója volt, amelyet az Egyesült Államok haditengerészetének építettek az 1910-es években. A Pennsylvaniák a standard típusú csatahajó-sorozat részét képezték, és fokozatos javulást mutattak az előző Nevada osztályhoz képest, mivel egy extra pár 14 hüvelykes (356 mm-es) ágyúval rendelkeztek, azaz összesen tizenkét löveggel.
A Pennsylvania osztály egységeinek maximális hossza eredetileg 185,4 m, maximális szélessége 29,6 m, maximális merülése 8,8 méter. Sztenderd vízkiszorításuk elkészültükkor 31 400 tonna, maximális vízkiszorításuk pedig 32 567 tonna. A Pennsylvania osztály kifejezetten erős páncélzattal rendelkezett, vízvonalon 343–203 mm-es övpáncélt kapott, melyet 330 mm-es keresztválaszfalak zártak le, az övpáncél peremén feküdt a 76 mm-es páncélfedélzet, létrehozva a csatahajók létfontosságú részeit oltalmazó központi citadellát. A fő lövegtornyok barbettáit 330–114 mm vastagságú páncélzat oltalmazta, a fő lövegtornyok homlokpáncélja 457 mm, oldalpáncélzata 254–229 mm, tetőpáncélzata 229 mm vastagságú volt. Végül a parancsnoki torony harcálláspontját 403–127 mm vastagságú páncéllemezek oltalmazták.
A Pennsylvania osztály fő fegyverzete 12 x 356 mm L/45 hajóágyú volt, egy löveg tömege 62 tonna, a löveg teljes hossza 16.318 m, ebből a lövegcsőé 16,002 m. A 356 mm-es löveg tűzgyorsasága 1,5-1,75 lövés/perc. A 356 mm-es lövegek 680,4 kg tömegű páncéltörő, vagy repeszromboló lövedéket tüzelhettek, a repeszromboló lövedék eredetileg 578 kg tömegű volt, de később 680,4 kg tömegű változata került rendszeresítésre. A 356 mm űrméretű lövedékek hossza egységesen 142,2 cm volt. A lőszerkiszabat 100 lövedék/cső.

A Pennsylvaniai Nemzetközösségről nevezték el, 1913 októberében a Newport News Shipbuilding and Drydock Companynál készült, 1915 márciusában bocsátották vízre, és 1916 júniusában helyezték üzembe. Az olajtüzelésű meghajtórendszerrel felszerelt Pennsylvaniát nem küldték az első világháború idején az európai vizekre, mivel a szükséges fűtőolaj nem volt olyan könnyen elérhető, mint a szén. Ehelyett az amerikai vizeken maradt, és kiképzéseken vett részt; 1918-ban elkísérte Woodrow Wilson elnököt Franciaországba, hogy részt vegyen a béketárgyalásokon.
A USS Pennsylvania 1929-1931 között nagyarányú átépítésen esett át, fedélzeti páncélzatát 76-ról 121 mm vastagságúra növelték, torpedóvédő oldalkamrákat kapott, 356 mm-es fő lövegei csőemelkedését 30°-ra emelték, növelve a maximális lőtávolságukat. Másodlagos fegyverzete 127 mm-es L/51 kazamatás lövegei számát 12 darabra csökkentették és egy fedélzettel feljebb helyezték el. Új típusú, 8 db 127 mm L/25 légvédelmi ágyúkkal is ellátták. Rácsos árbocait nehezebb, háromlábú árbocokra cserélték, parancsnoki tornya méretét szintén jelentősen megnagyobbították. Hajtóművét modernebbre cserélték, teljesen új generátorokat, turbinákat és kazánokat kapott. Az átépítés következtében a Pennsylvania osztály egységeinek sztenderd vízkiszorítása 33 384 tonnára, maximális vízkiszorítása 35 929 tonnára, maximális szélessége 32,4 méterre, maximális merülése pedig 9,19 méterre nőtt. Sztenderd vízkiszorításuk 33 384 tonna, maximális vízkiszorításuk pedig 35 929 tonna lett.
A hajó 1941. december 7-én reggel Pearl Harborban tartózkodott; szárazdokkban volt egy pár rombolóval, amikor a japánok meglepetésszerű támadást indítottak a kikötő ellen. A támadás során viszonylag kis sérüléseket szenvedett, a szárazdokk védte a torpedóktól.
1942 első félévében a csatahajót ismét átépítették, főárbocát eltávolították, parancsnoki tornyát átalakították, az eddigi másodlagos fegyverzet 127 mm L/51 lövegeit leszerelték, helyettük 16 db 127 mm L/38 univerzális, légi és tengeri célok leküzdésére egyaránt alkalmas löveggel látták el, ezek 8 db kétágyús lövegtoronyban kerültek beépítésre.

## Galéria

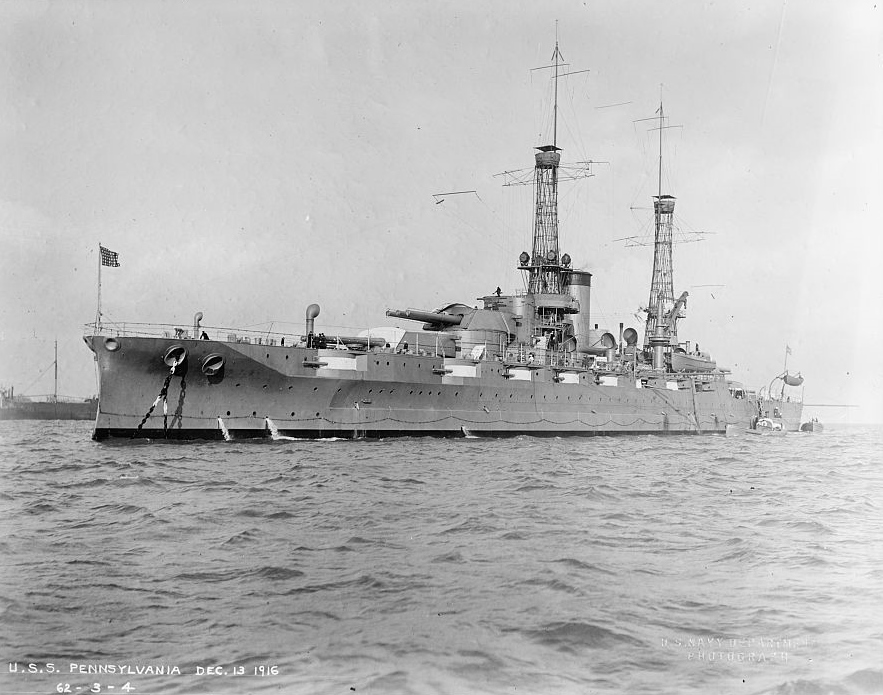
A USS Pennsylvania csatahajó eredeti alakjában, 1916-ban.
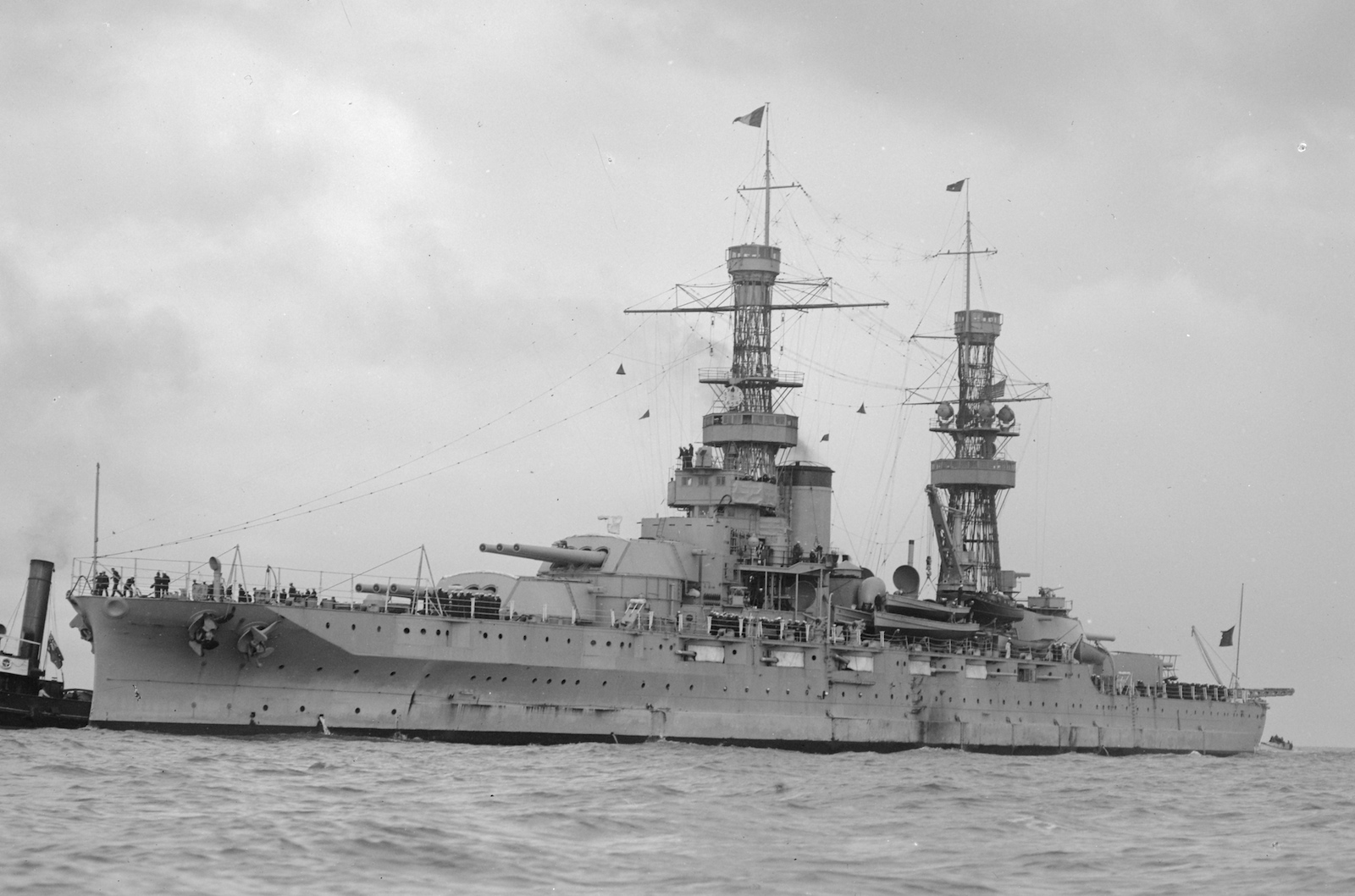
A USS Pennsylvania módosított rácsos árbocokkal, 1925-ös ausztráliai útján.
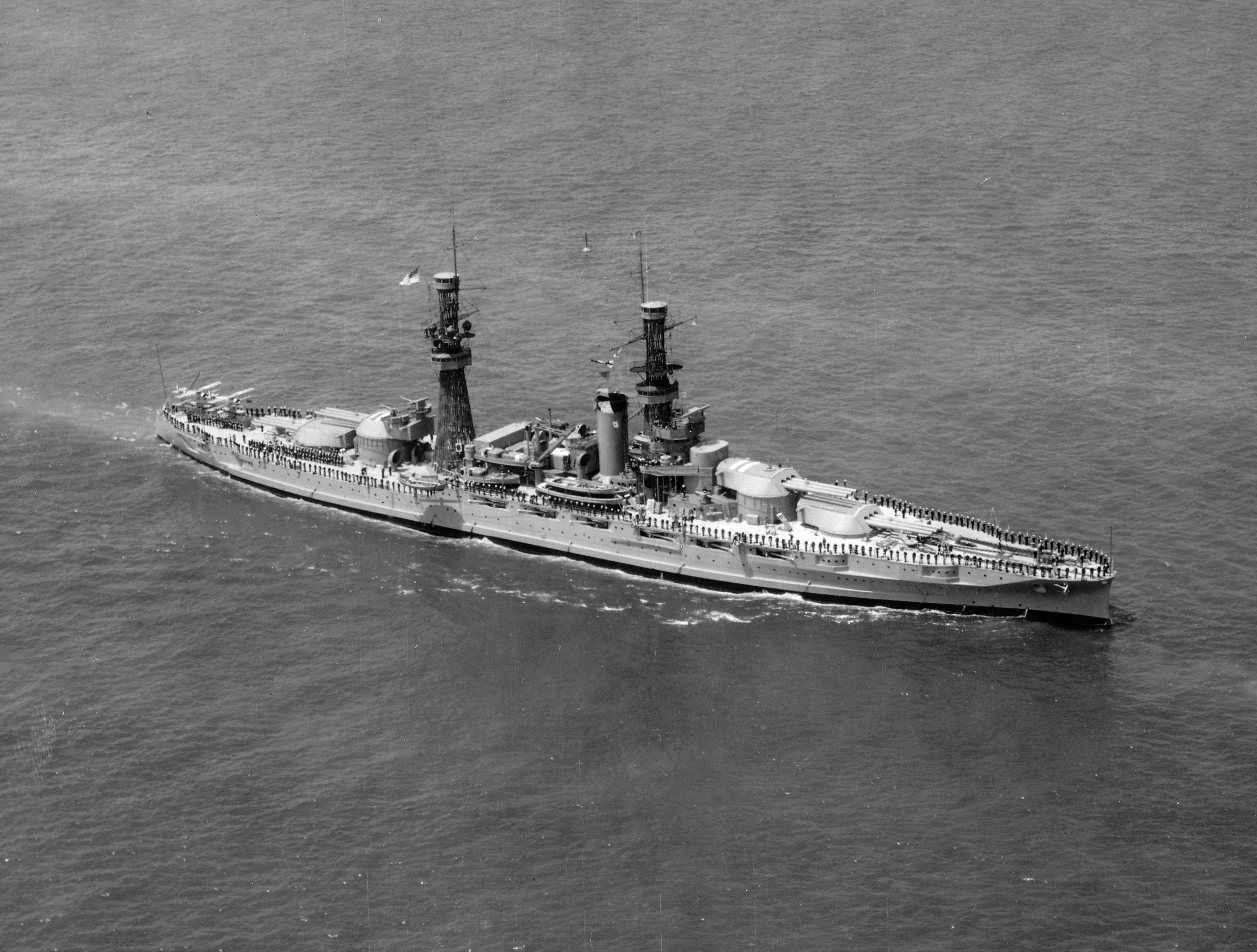
A USS Pennsylvania csatahajó módosított rácsos árbocokkal, az 1927-es flottaszemlén.
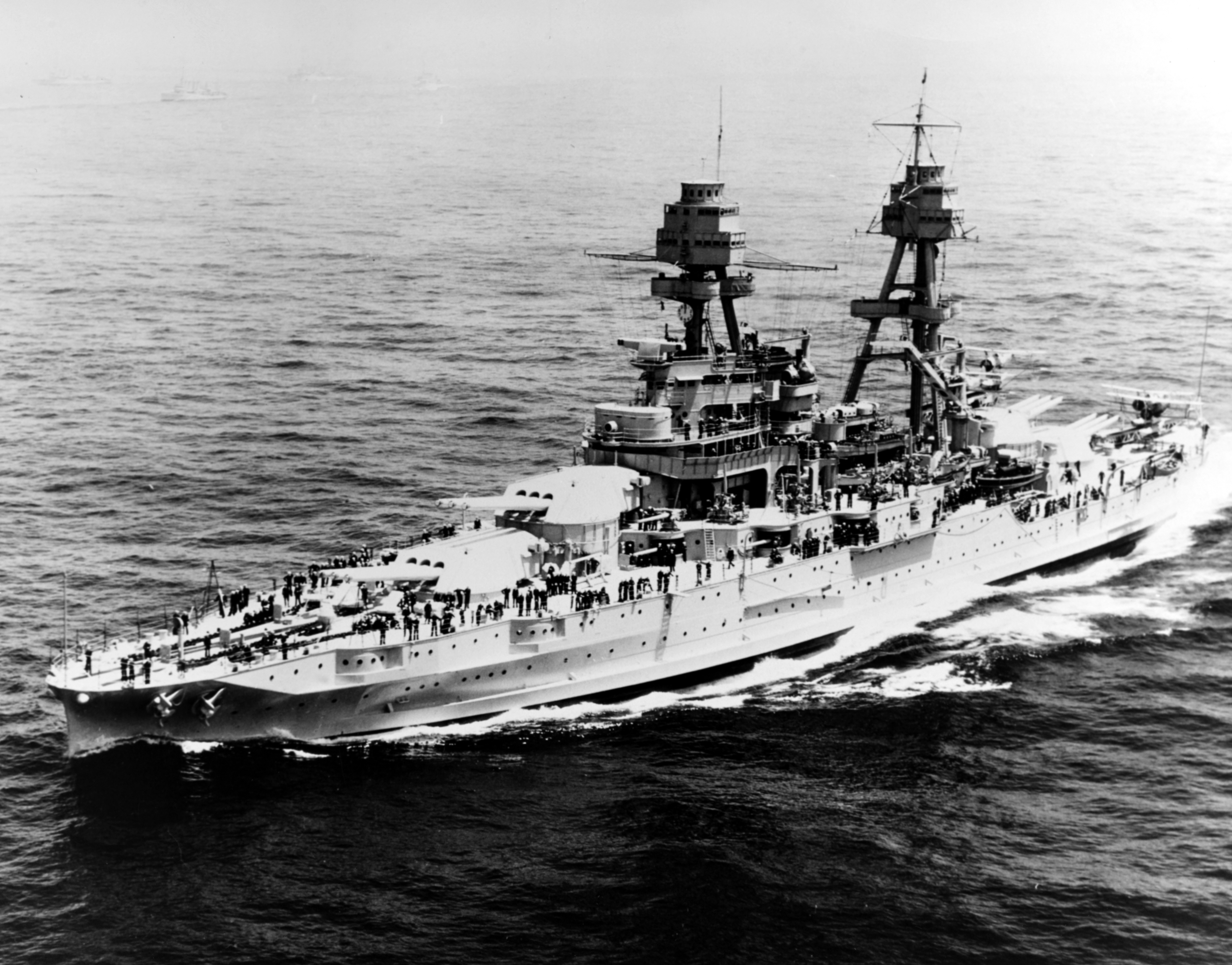
A USS Pennsylvania csatahajó nagyarányú, 1929-1934-es első átépítése után, nehéz, háromlábú árbocokkal 1934-ben.
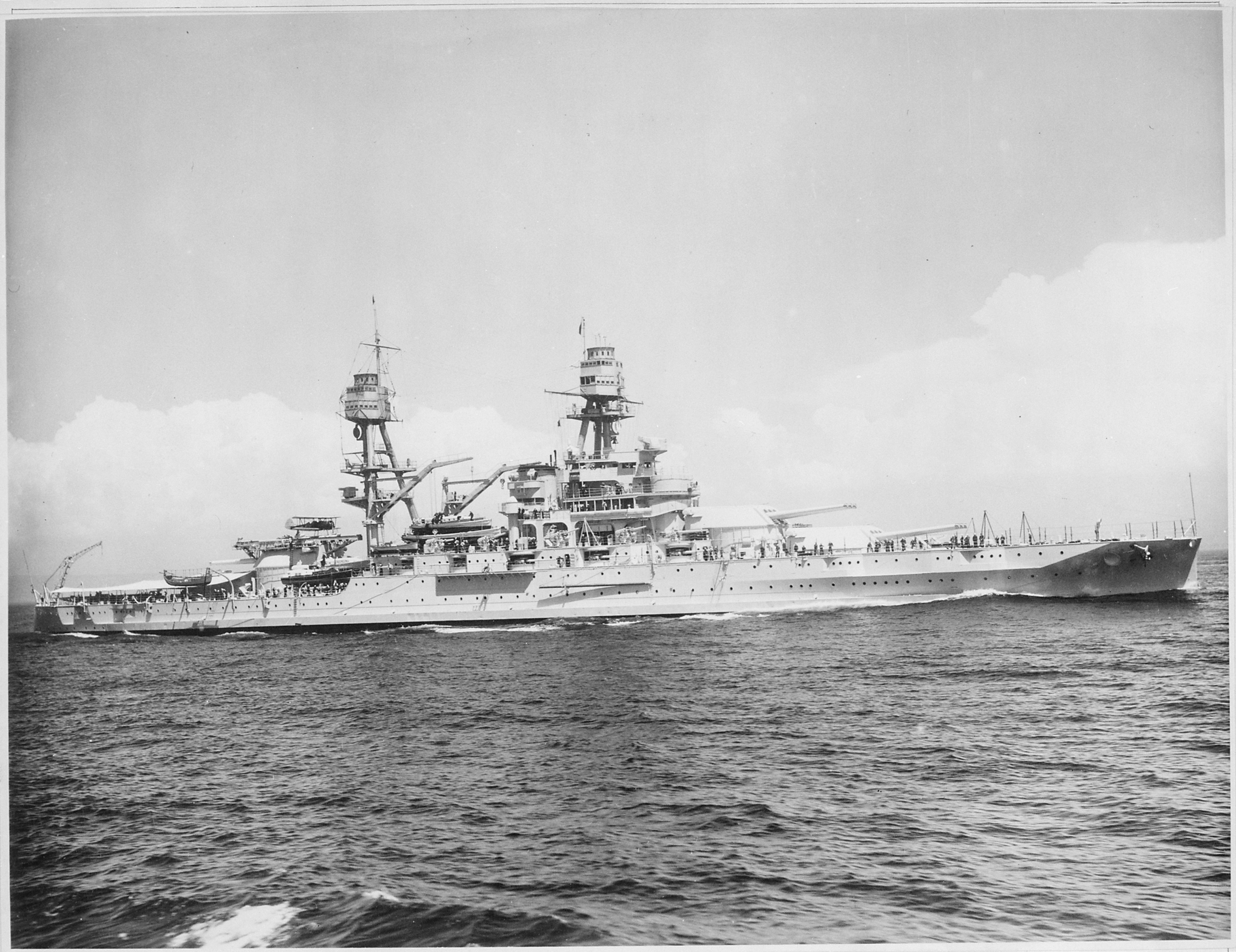
A USS Pennsylvania csatahajó nagyarányú, 1929-1934-es első átépítése után, nehéz, háromlábú árbocokkal 1935-ben.
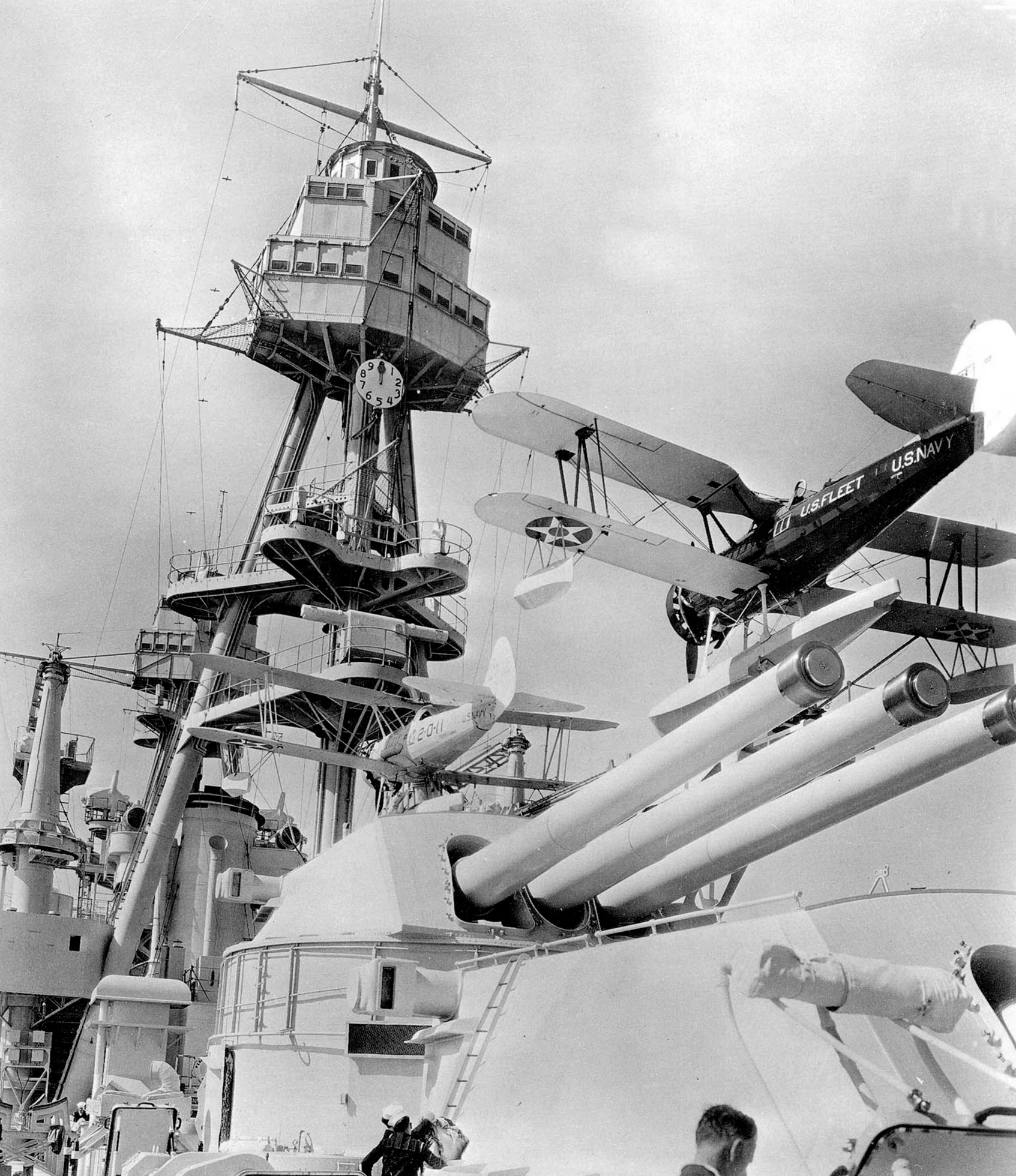
A USS Pennsylvania nehéz háromlábú főárboca, hátsó lövegtornyai,  ezek egyikén katapultberendezés és O3U-3 hidroplán, 1935-ben.
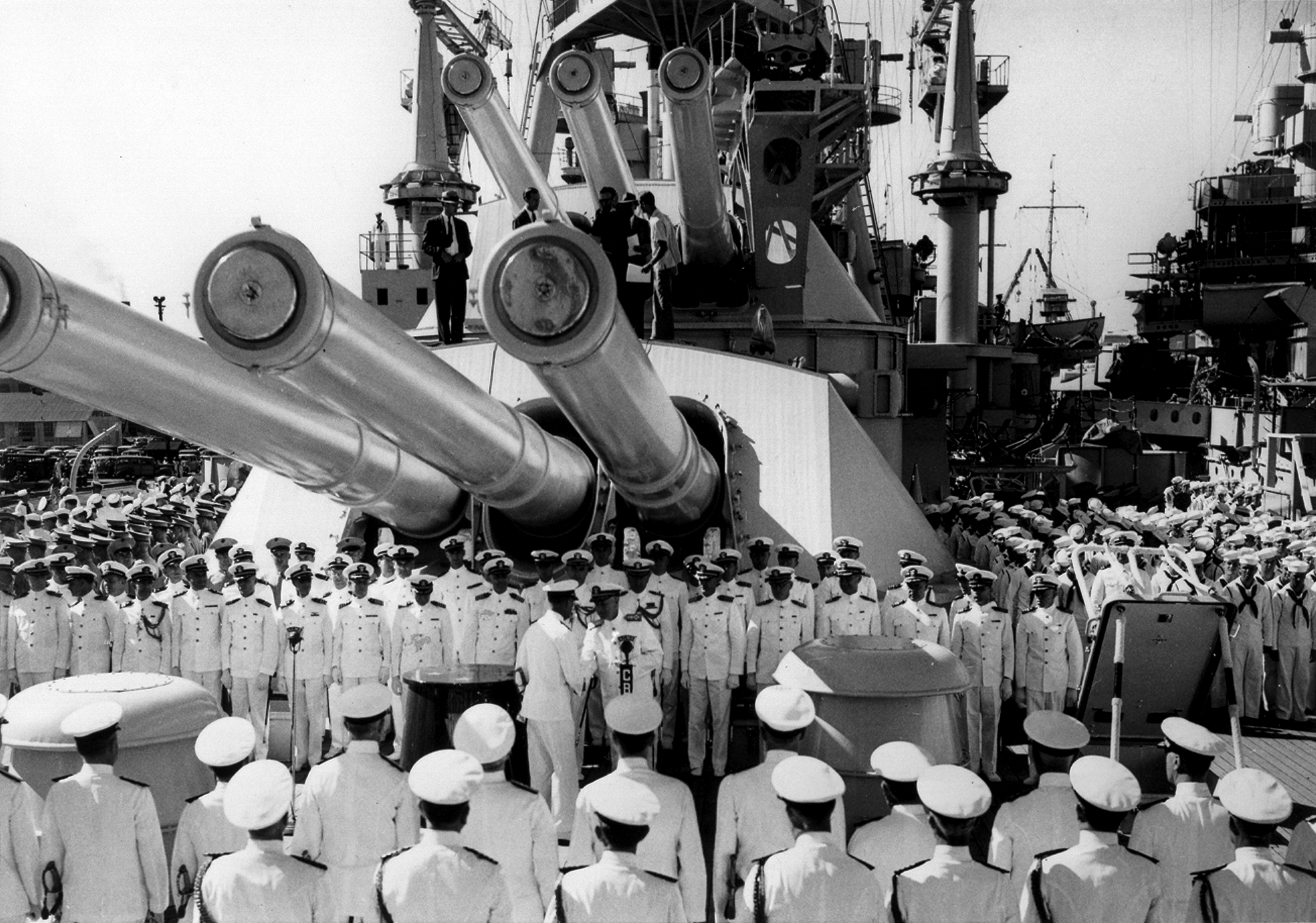
A USS Pennsylvania hátsó, egyenként 724 tonnás fő lövegtornyai 1941. február 1-én.
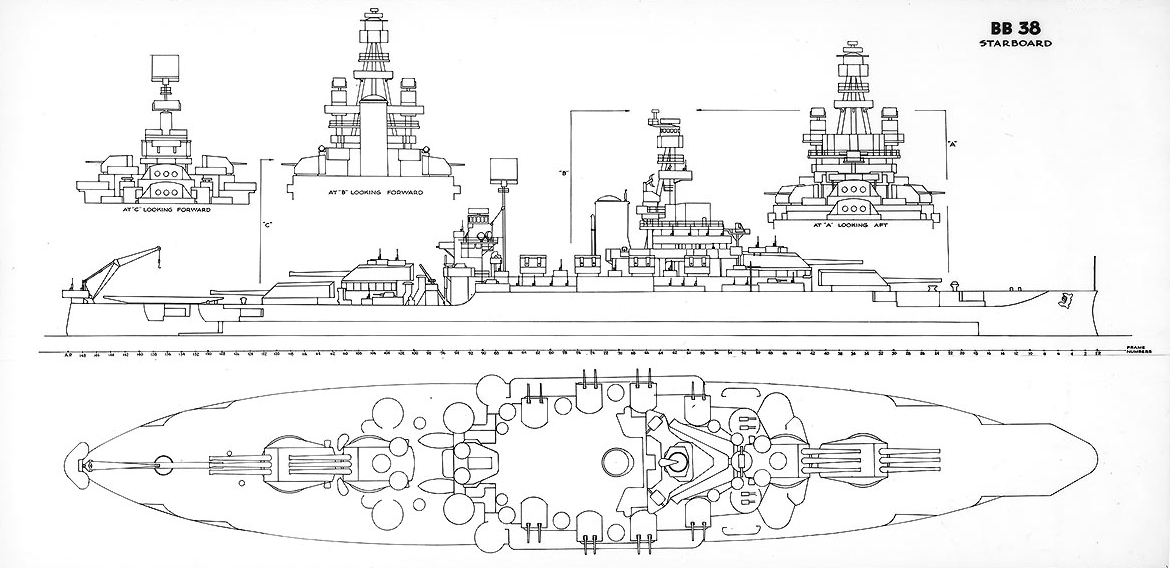
A USS Pennsylvania csatahajó jellegrajza 1942-es második átépítése után.
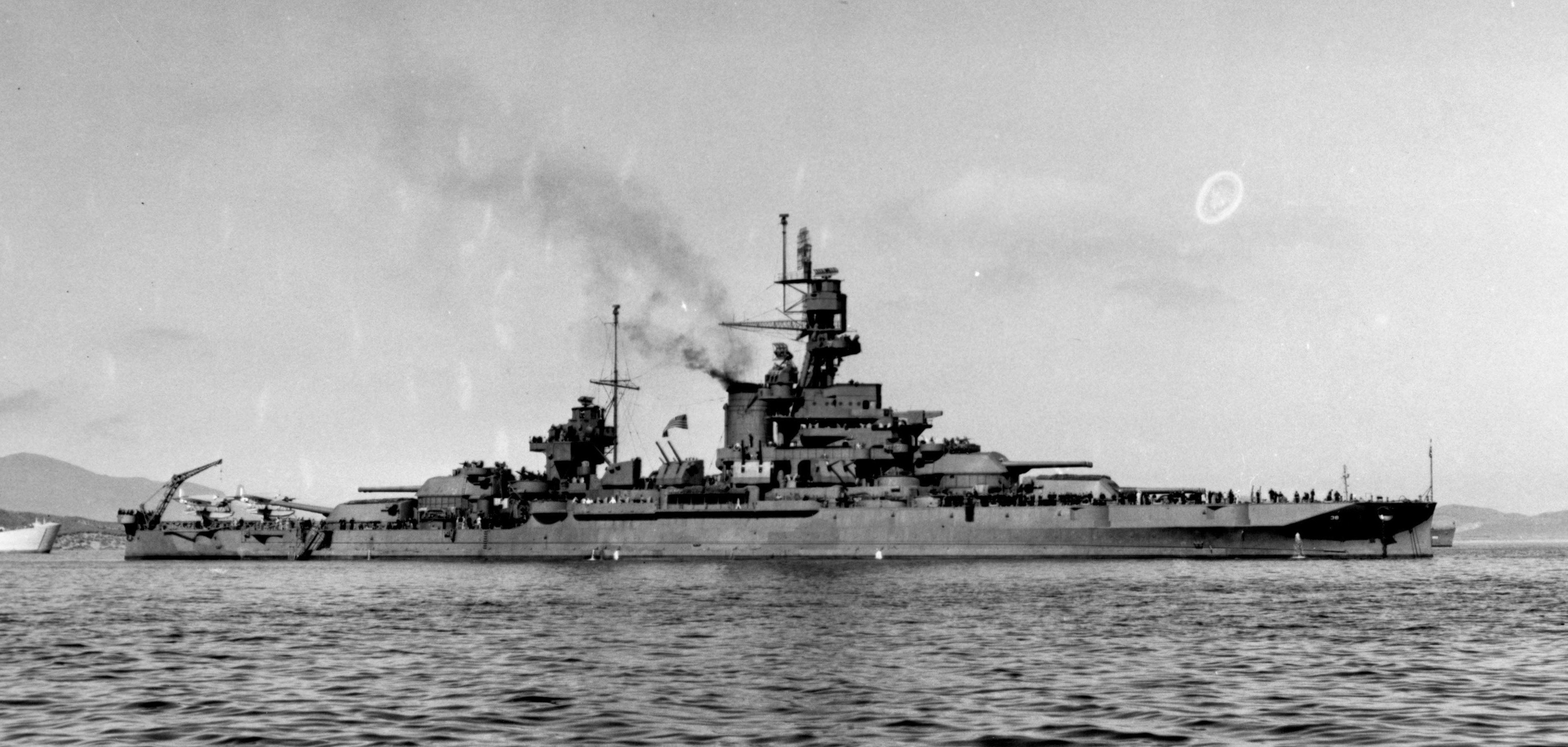
A USS Pennsylvania csatahajó második átépítése után, 1943-ban.
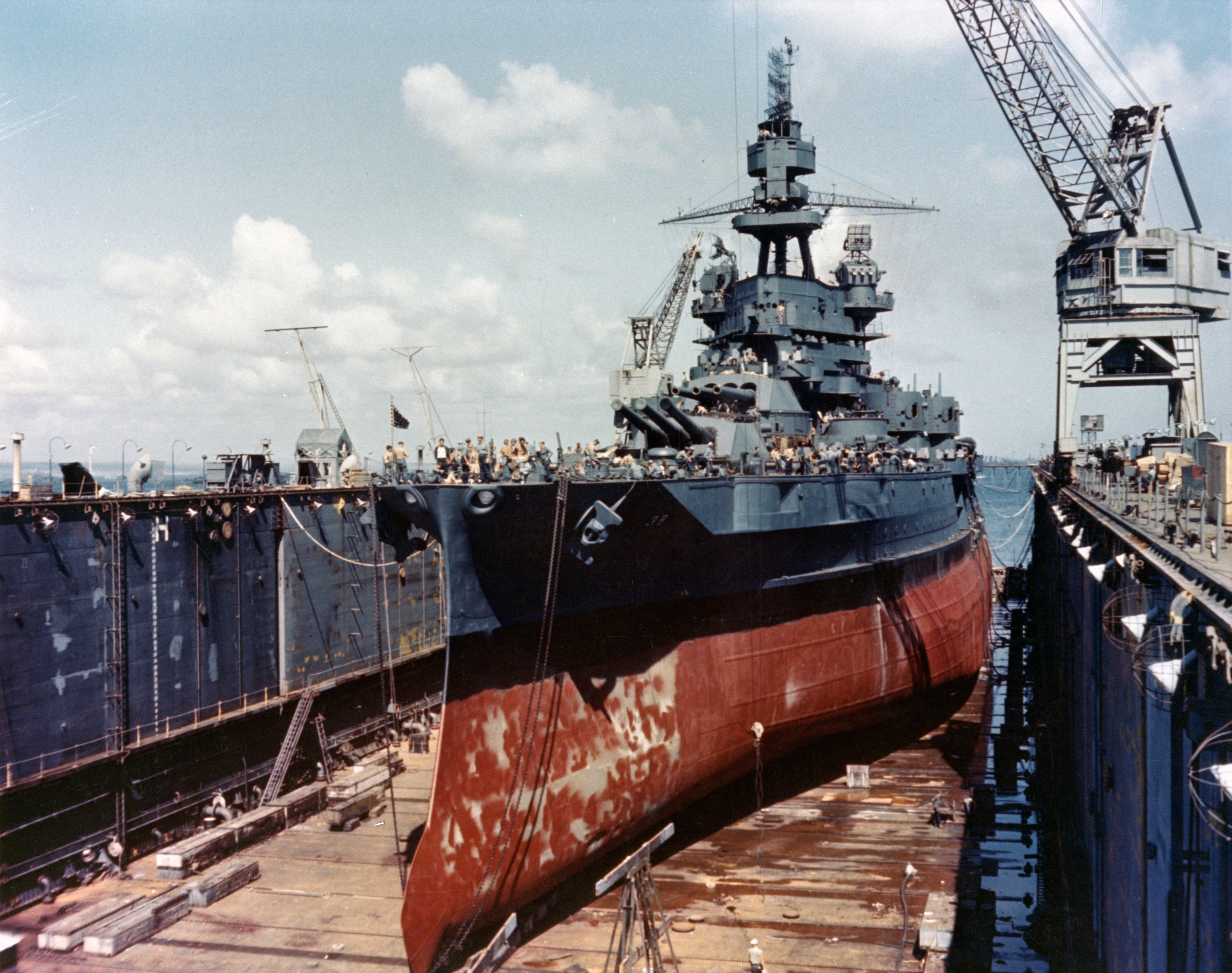
A USS Pennsylvania csatahajó második átépítése után, úszódokkban, 1944-ben.